# Mark Frost (darter)
Mark Frost (Stoke-on-Trent, 23 oktober 1971) is een Engels darter in de Professional Darts Corporation (PDC).

## Resultaten op wereldkampioenschappen

### PDC
- 2017: Laatste 64 (verloren van Gary Anderson met 0-3)

## Resultaten op de World Matchplay
- 2008: Laatste 32 (verloren van Raymond van Barneveld met 9-11)

## Erelijst
- Camarthen Open winnaar in 1997
- Midlands Open	winnaar in 1997 en 1998,
- Fenton KO winnaar in 2010
- PDC Challenge Tour England winnaar in 2014 (x3)
- PDC World Championship Qualifiers winnaar in 2016